# A magyar labdarúgó-válogatott 2012. június 4-i mérkőzése
A magyar labdarúgó-válogatott egyik barátságos mérkőzése Írország ellen 2012. június 4-én volt. A találkozó végeredménye 0–0 lett. A mérkőzést a Nemzetközi Labdarúgó-szövetség (FIFA) nem ismeri el hivatalos találkozóként, mert a dán David Vang Andersen asszisztens nem volt tagja a FIFA bírói keretének. A magyar és az ír labdarúgó-szövetség azonban hivatalosnak tekinti a találkozót.

## Előzmények
A magyar labdarúgó-válogatottnak ez volt a harmadik mérkőzése 2012-ben. Február 29-én Bulgária (1–1), június 1-jén Csehország (2–1) válogatottja ellen léptek pályára. Három nappal később a szintén Eb-résztvevő Írország következett.
Túl vagyunk a cseh mérkőzés elemzésén, a játékosokkal tegnap kiértékeltük a pozitív momentumokat, amelyekben nagyon sokat léptünk előre, elsősorban az egységes, együttes labdavisszaszerzésben és a védekezésben. (...) Az ellenfél térfelén történő ritmusváltásokkal elégedettek voltunk, csak nagyobb arányban szerettünk volna a támadó harmadban szerepelni. (...) Egy picit más fajta játékot kell felvállalni a FIFA-világranglistán az első húszban állomásozó írek ellen. Nagyon sok rutinos, érett játékos alkotja az együttest, de hazai pályán szeretnénk meghatározóbb támadójátékot nyújtani, a védekezésünket egy kicsit feljebb tolni.
Az íreknek is ez volt a harmadik fellépésük a 2012-es naptári évben. Február 29-én Magyarország későbbi ellenfelével, Csehországgal játszottak 1–1-es döntetlent. Május 26-án a pótselejtezőn elbukó és így az Eb-ről lemaradó Bosznia-Hercegovinát győzték le 2–1-re.
Ez az utolsó felkészülési meccsünk az Eb előtt, szeretnék olyan teljesítményt és lelkesedést látni a csapatomtól, mint amivel a ránk váró mérkőzéseken lépünk majd pályára. Ugyanazt a folyamatos, zökkenőmentes játékot várom, mint amit a Bosznia elleni edzőmeccsen is láttam a futballistáktól. A kezdőcsapat már a horvátok ellen tervezett együttes lesz, de ezúttal nem az eredmény az elsődleges, persze, szeretném, ha a tizenhárom meccse tartó veretlenségi sorozatunk nem szakadna meg.

## Keretek
Egervári Sándor május 16-án hirdette ki huszonkét főből álló keretét a csehek, illetve az írek elleni mérkőzésre.
Giovanni Trapattoni május 7-én hirdette ki a végleges, huszonhárom fős ír keretet az Európa-bajnokságra.
| Magyarország     | Magyarország | Magyarország | Magyarország | Magyarország     |
| Név              | Kor          | Vál.         | Gól          | Klub             |
| ---------------- | ------------ | ------------ | ------------ | ---------------- |
| Bogdán Ádám      | 24 éves      | 6            | 0            | Bolton Wanderers |
| Király Gábor     | 36 éves      | 86           | 0            | 1860 München     |
| Megyeri Balázs   | 22 éves      | 0            | 0            | Olimbiakósz      |
| Debreceni András | 23 éves      | 1            | 0            | Budapest Honvéd  |
| Juhász Roland    | 28 éves      | 71           | 5            | Anderlecht       |
| Kádár Tamás      | 22 éves      | 3            | 0            | Newcastle United |
| Korcsmár Zsolt   | 23 éves      | 7            | 0            | Brann            |
| Laczkó Zsolt     | 25 éves      | 19           | 0            | Sampdoria        |
| Mészáros Norbert | 31 éves      | 1            | 0            | Debreceni VSC    |
| Vanczák Vilmos   | 28 éves      | 61           | 2            | Sion             |
| Dzsudzsák Balázs | 25 éves      | 43           | 8            | Gyinamo Moszkva  |
| Gyurcsó Ádám     | 21 éves      | 1            | 1            | Videoton         |
| Hajnal Tamás     | 31 éves      | 47           | 5            | VfB Stuttgart    |
| Halmosi Péter    | 32 éves      | 32           | 0            | Haladás          |
| Koltai Tamás     | 25 éves      | 6            | 0            | Győri ETO        |
| Koman Vladimir   | 23 éves      | 19           | 5            | AS Monaco        |
| Pintér Ádám      | 23 éves      | 9            | 0            | Real Zaragoza    |
| Szakály Péter    | 25 éves      | 1            | 0            | Debreceni VSC    |
| Varga József     | 23 éves      | 12           | 0            | Debreceni VSC    |
| Németh Krisztián | 23 éves      | 6            | 0            | RKC Waalwijk     |
| Szabics Imre     | 31 éves      | 28           | 12           | Sturm Graz       |
| Szalai Ádám      | 24 éves      | 8            | 5            | Mainz 05         |

| Írország         | Írország | Írország | Írország | Írország                      |
| Név              | Kor      | Vál.     | Gól      | Klub                          |
| ---------------- | -------- | -------- | -------- | ----------------------------- |
| David Forde      | 32 éves  | 2        | 0        | Millwall                      |
| Shay Given       | 36 éves  | 121      | 0        | Aston Villa                   |
| Keiren Westwood  | 27 éves  | 9        | 0        | Sunderland                    |
| Richard Dunne    | 32 éves  | 72       | 8        | Aston Villa                   |
| Stephen Kelly    | 28 éves  | 30       | 0        | Fulham                        |
| Paul McShane     | 26 éves  | 27       | 0        | Hull City                     |
| Darren O’Dea     | 25 éves  | 14       | 0        |                               |
| John O’Shea      | 31 éves  | 75       | 1        | Sunderland                    |
| Sean St Ledger   | 27 éves  | 26       | 2        | Leicester City                |
| Stephen Ward     | 26 éves  | 11       | 2        | Wolverhampton Wanderers       |
| Keith Andrews    | 31 éves  | 28       | 3        | align=left\| Balckburn Rovers |
| Damien Duff      | 33 éves  | 96       | 8        | Fulham                        |
| Darron Gibson    | 24 éves  | 18       | 1        | Everton                       |
| Paul Green       | 29 éves  | 10       | 1        |                               |
| Stephen Hunt     | 30 éves  | 38       | 1        | Wolverhampton Wanderers       |
| James McClean    | 23 éves  | 2        | 0        | Sunderland                    |
| Aiden McGeady    | 26 éves  | 48       | 2        | Szpartak Moszkva              |
| Glenn Whelan     | 28 éves  | 38       | 2        | Stoke City                    |
| Simon Cox        | 25 éves  | 11       | 3        | West Bromwich Albion          |
| Kevin Doyle      | 28 éves  | 47       | 10       | Wolverhampton Wanderers       |
| Robbie Keane     | 31 éves  | 116      | 53       | Los Angeles Galaxy            |
| Shane Long       | 25 éves  | 25       | 7        | West Bromwich Albion          |
| Jonathan Walters | 28 éves  | 6        | 1        | Stoke City                    |

 megjegyzés: Az adatok a mérkőzés előtti állapotnak megfelelőek!

## Az összeállítások
| 2012. június 4. 20:50 |

| Magyarország | 0 – 0               | Írország |
| ------------ | ------------------- | -------- |
| Korcsmár 42' | (0 – 0) Jegyzőkönyv | Ward 57' |

| Puskás Ferenc Stadion, Budapest Játékvezető: Kenn Hansen (dán) |

| Csapatszínek | Csapatszínek | Csapatszínek |
| Csapatszínek |              |              |
| Csapatszínek |              |              |
|              |              |              |
| Magyarország |              |              |

| Csapatszínek | Csapatszínek | Csapatszínek |
| Csapatszínek |              |              |
| Csapatszínek |              |              |
|              |              |              |
| Írország     |              |              |

| MAGYARORSZÁG:        |    |                  |             |
|                      |    |                  |             |
| K                    | 1  | Bogdán Ádám      |             |
| JV                   | 2  | Varga József     |             |
| V                    | 4  | Mészáros Norbert |             |
| V                    | 5  | Korcsmár Zsolt   | 42'         |
| BV                   | 6  | Halmosi Péter    | 70'         |
| VKP                  | 8  | Pintér Ádám      | a szünetben |
| JKP                  | 3  | Gyurcsó Ádám     | 86'         |
| KKP                  | 10 | Szakály Péter    | 66'         |
| KKP                  | 11 | Koman Vladimir   |             |
| BKP                  | 7  | Dzsudzsák Balázs |             |
| CS                   | 9  | Szalai Ádám      | 78'         |
| Cserék:              |    |                  |             |
| K                    | 12 | Király Gábor     |             |
| V                    | 13 | Kádár Tamás      | 70'         |
| V                    | 15 | Debreceni András |             |
| V                    | 16 | Vanczák Vilmos   | a szünetben |
| KP                   | 17 | Koltai Tamás     | 86'         |
| CS                   | 14 | Németh Krisztián | 78'         |
| CS                   | 18 | Szabics Imre     | 66'         |
| Szövetségi kapitány: |    |                  |             |
| Egervári Sándor      |    |                  |             |

| ÍRORSZÁG:            |    |                  |             |
|                      |    |                  |             |
| K                    | 1  | Shay Given       | a szünetben |
| JV                   | 2  | Sean St Ledger   |             |
| V                    | 4  | John O'Shea      |             |
| V                    | 5  | Richard Dunne    |             |
| BV                   | 3  | Stephen Ward     | 57'         |
| JKP                  | 7  | Aiden McGeady    |             |
| KKP                  | 6  | Glenn Whelan     | 85'         |
| KKP                  | 8  | Keith Andrews    | 66'         |
| BKP                  | 11 | Damien Duff      | 63'         |
| CS                   | 9  | Kevin Doyle      | a szünetben |
| CS                   | 10 | Robbie Keane     | 61'         |
| Cserék:              |    |                  |             |
| K                    | 16 | Keiren Westwood  | a szünetben |
| V                    | 12 | Stephen Kelly    |             |
| V                    | 18 | Darren O’Dea     |             |
| KP                   | 15 | Darron Gibson    | 66'         |
| KP                   | 17 | Stephen Hunt     | 63'         |
| KP                   | 21 | Paul Green       | 85'         |
| CS                   | 14 | Jonathan Walters | a szünetben |
| CS                   | 19 | Shane Long       |             |
| CS                   | 20 | Simon Cox        | 61'         |
| Szövetségi kapitány: |    |                  |             |
| Giovanni Trapattoni  |    |                  |             |

## A mérkőzés
A találkozót a budapesti Puskás Ferenc Stadionban rendezték, az eredetileg kiírt 20:30-as kezdés vihar miatt 20 percet csúszott, 20:50-re.

## Örökmérleg a mérkőzés után
| Magyarország | :         | Írország |
| ------------ | --------- | -------- |
| 5            | Győzelem  | 2        |
| 5            | Döntetlen | 5        |
| 25           | Gólok     | 18       |
| 20/36        | Pontok    | 11/36    |
| 55,5         | %         | 30,5     |